# Bactra simplissima
Bactra simplissima es una especie de polilla del género Bactra, categorizada en la tribu Olethreutini, de la subfamilia Olethreutinae.

## Distribución
Se distribuye por Nueva Guinea.

## Taxonomía
Fue descrita por Diakonoff en 1953 y publicada en (Endothenia), Verh. Konin. Neder. Akad. Weten. (2) 49 (3): 94.